# Ala I Claudia Nova Miscellanea

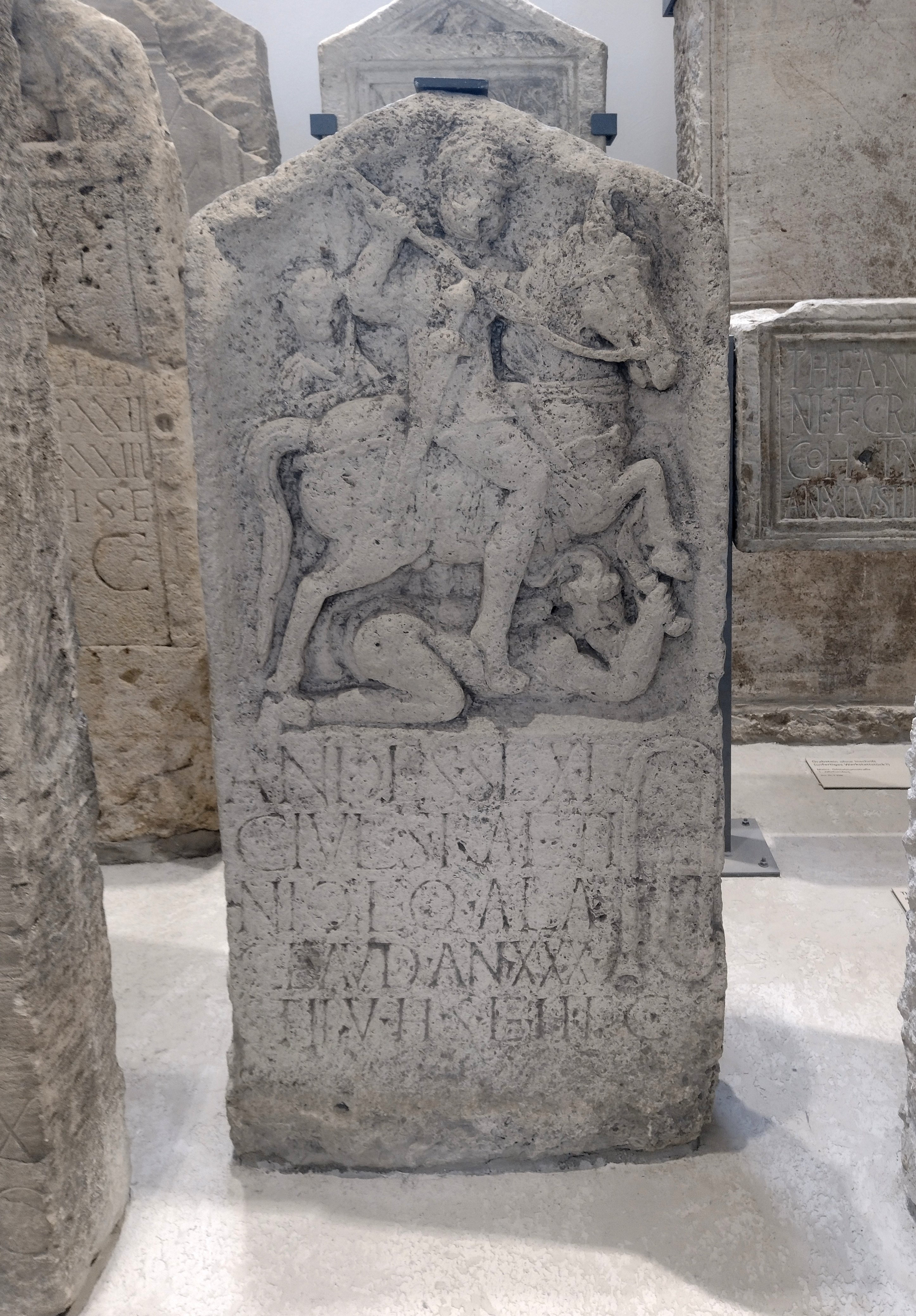
Grabstein des Reiters Andes aus Raetinium, der in der Ala Claudia Nova diente, 2. Hälfte des 1. Jahrhunderts, gefunden in Mainz-Zahlbach, heute in der Steinhalle des Landesmuseums Mainz

Die Ala I Claudia Nova Miscellanea (deutsch 1. claudische Ala die Neue die Gemischte) war eine römische Auxiliareinheit. Sie ist durch Militärdiplome und Inschriften belegt. In den Diplomen von 74 bis 126 wird sie entweder als Ala Claudia Nova oder Ala I Claudia Nova bezeichnet, mit Ausnahme des Diploms von 110, in dem sie als Ala I Claudia bezeichnet wird; in den Inschriften wird sie meistens als Ala Claudia Nova bezeichnet.

## Namensbestandteile
- Ala: Die Ala war eine Reitereinheit der Auxiliartruppen in der römischen Armee.

- I: Die römische Zahl steht für die Ordnungszahl die erste (lateinisch prima). Daher wird der Name dieser Militäreinheit als Ala prima .. ausgesprochen.

- Claudia: die Claudische. Die Ehrenbezeichnung bezieht sich auf Claudius (41–54).

- Nova: die Neue.

- Miscellanea: die Gemischte. Die Ala nahm zu einem unbestimmten Zeitpunkt Angehörige anderer Einheiten auf.[1] Der Zusatz kommt in den Militärdiplomen von 133 bis 161 und der Inschrift (CIL 11, 6337) vor.

Da es keine Hinweise auf den Namenszusatz milliaria (1000 Mann) gibt, war die Einheit eine Ala quingenaria. Die Sollstärke der Ala lag bei 480 Mann, bestehend aus 16 Turmae mit jeweils 30 Reitern.

## Geschichte

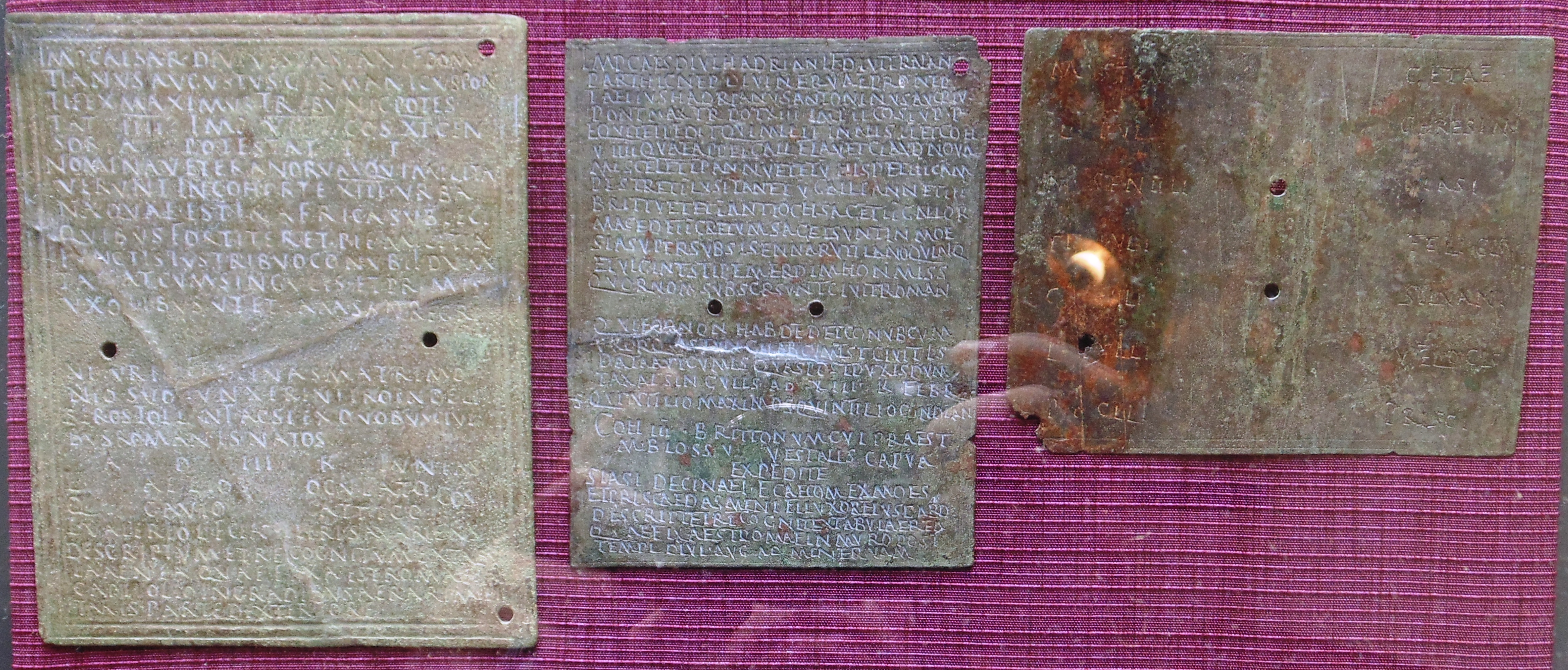
Das Militärdiplom ist das Diplom in der Mitte

Die Ala war in den Provinzen Dalmatia, Germania, Moesia, Moesia superior und Dacia stationiert. Sie ist auf Militärdiplomen für die Jahre 74 bis 161 n. Chr. aufgeführt.
Die Einheit wurde vermutlich unter Claudius aufgestellt und war zunächst in Dalmatia stationiert. Sie wurde wahrscheinlich im Zusammenhang mit dem Bataveraufstand um 69 in die Provinz Germania verlegt. Der erste Nachweis in Germania beruht auf einem Diplom, das auf 74 datiert ist. In dem Diplom wird die Ala als Teil der Truppen (siehe Römische Streitkräfte in Germania) aufgeführt, die in der Provinz stationiert waren. Ein weiteres Diplom, das auf 76 datiert ist, belegt die Einheit in derselben Provinz.
Das Diplom von 82 ist für die in Germania stationierten Einheiten ausgestellt. Zusätzlich werden darin aber auch Einheiten aufgeführt, die zu diesem Zeitpunkt in die Provinz Moesia abgeordnet waren; darunter befand sich auch die Ala Claudia Nova.
Der erste Nachweis in der Provinz Moesia superior beruht auf einem Diplom, das auf 93 datiert ist. In dem Diplom wird die Ala als Teil der Truppen (siehe Römische Streitkräfte in Moesia) aufgeführt, die in der Provinz stationiert waren. Weitere Diplome, die auf 94 bis 161 datiert sind, belegen die Einheit in derselben Provinz.
Aus dem Diplom von 110 geht hervor, dass sich die Einheit zu diesem Zeitpunkt in der Provinz Dacia aufhielt.
Der letzte Nachweis der Ala beruht auf der Inschrift (CIL 11, 6337), die auf 231/270 datiert ist.

## Standorte
Standorte der Ala in Dacia waren möglicherweise:
- Slaveni: Ziegel mit dem Stempel A CL wurden hier gefunden (AE 1966, 317).[4][A 2]

## Angehörige der Ala
Folgende Angehörige der Ala sind bekannt:

### Kommandeure
| - Gaius Hosidius Severus, ein Präfekt - Gaius Hostilius Flavianus: er wird auf dem Diplom von 133 als Kommandeur genannt. | - M(arcus) Gavius Bassus, ein Präfekt (AE 1972, 573). Er war auch Präfekt der Cohors VI Brittonum. - Tiberius Claudius Zeno Ulpianus, ein Präfekt. |

### Sonstige
| - Andes, ein Reiter (CIL 3, 7023) - C(aius) Cornelius Gallicanus, ein Reiter (CIL 8, 15392) - C(aius) Iul(ius) Verecundus, ein Veteran und ehemaliger Decurio (CIL 3, 14216,07) - C(aius) S(tatius) Lupus, ein Decurio (CIL 3, 8395) - Celatus, ein Sesquiplicarius (CIL 3, 9816) - [L]icinus, ein Decurio (CIL 3, 9796) - L(ucius) Cornelius Saturninus, ein Veteran (CIL 8, 15392) - L(ucius) Sempronius Alti[na], ein Decurio (CIL 3, 13635) - M(arcus) Elvadius Macer, ein Reiter (CIL 3, 9727) | - Surus, ein Reiter (CIL 3, 9816) - Ti(berius) Claudius Priscus, ein Veteran (ILJ 1963) - [Ti(berius) C]laud(ius) Sabi[nin]us, ein Decurio (ILJ 756) - T(itus) Flavius Sabinus, ein Decurio (CIL 3, 10033) - Ulp[ius M]ettius, ein Veteran und ehemaliger Decurio (CIL 3, 7871) - Vannus, ein Soldat: das Diplom von 133 wurde für ihn ausgestellt. - Vercaius, ein Reiter (CIL 3, 9796) - Virdomarus, ein Missicius (CIL 3, 2065) |